# Mustelus dorsalis
La musola blanca (Mustelus dorsalis) es un tiburón de la familia Triakidae, que habita en las plataformas continentales del Pacífico oriental tropical desde el sur de México hasta Perú entre las latitudes 20º N y 5º S. Su longitud máxima es de 64 cm.
Esta musola deambula por el fondo, alimentándose de crustáceos y en particular de camarones.
Su reproducción es vivípara, con cuatro alevinos por camada, mismos que nacen con una longitud de aproximadamente 21 cm.